# Lysimachia minoricensis
Lysimachia minoricensis là một loài thực vật có hoa trong họ Anh thảo. Loài này được J.J.Rodr. mô tả khoa học đầu tiên năm 1878.

## Hình ảnh

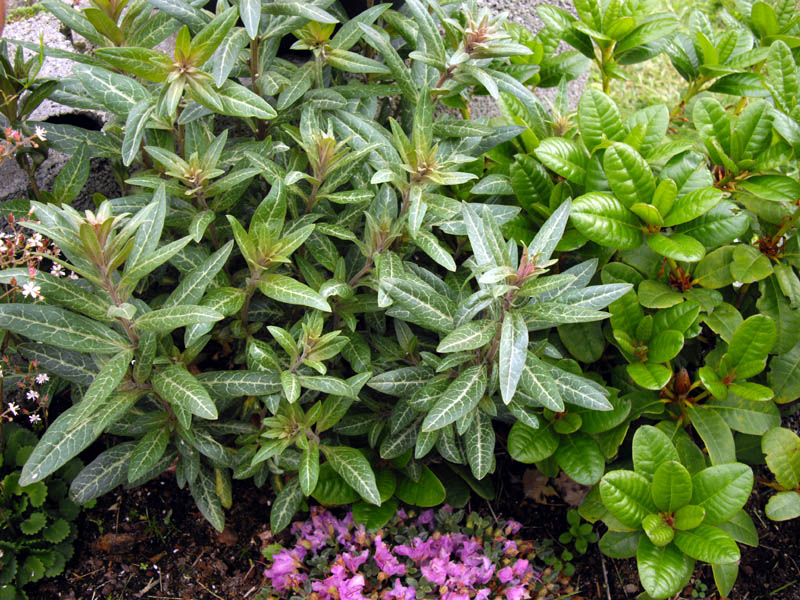